# Кэмпбелл, Долорес
Доло́рес Кэ́мпбелл (англ. Dolores Campbell, урожд. Доло́рес Уо́ллес, англ. Dolores Wallace) — американская кёрлингистка.
В составе женской сборной США участница двух чемпионатов мира (лучший результат — пятое место в 1979). Двукратная чемпионка США среди женщин.
Играла на позиции третьего.

## Достижения
- Чемпионат США по кёрлингу среди женщин: золото (1979, 1983).

## Команды
| Сезон   | Четвёртый    | Третий           | Второй       | Первый       | Турниры                        |
| ------- | ------------ | ---------------- | ------------ | ------------ | ------------------------------ |
| 1978—79 | Нэнси Лэнгли | Долорес Уоллес   | Лесли Фрош   | Нэнси Уоллес | ЧСШАЖ 1979 · ЧМ 1979 (5 место) |
| 1982—83 | Нэнси Лэнгли | Долорес Кэмпбелл | Нэнси Уоллес | Лесли Фрош   | ЧСШАЖ 1983 · ЧМ 1983 (8 место) |

(скипы выделены полужирным шрифтом)